# Santotís (Guadalajara)
Santotís, también conocido como La Casa de Santotís, es un despoblado de la provincia española de Guadalajara, perteneciente como exclave del municipio de Arroyo de las Fraguas. Se encuentra en la Sierra Gorda, entre los municipios de Semillas y Monasterio.

## Toponimia
El término Santotís es un hagiotopónimo hace referencia a San Tirso, que posiblemente fuese también la veneración del pequeño templo de la aldea.

## Historia
En 1842 contaba con 25 habitantes y a mediados del siglo XIX pasó a formar parte del municipio de Arroyo de las Fraguas. La localidad aparece descrita en el decimotercer volumen del Diccionario geográfico-estadístico-histórico de España y sus posesiones de Ultramar de Pascual Madoz de la siguiente manera:

SANTOTIS: ald. del distrito municipal de Arroyo de las Fraguas (1/4 leg.), prov. de Guadalajara (10), part. jud. de Tamajon (2), aud. terr. y c. g. de Madrid (20), dióc. de Toledo: sit. en terreno aspero; tiene 8 casas de pobre construccion, y una igl. aneja de la de Robredarcas: su térm. deslindado, confina con los de Estivillas, Robredarcas, La Cueva y Arroyo de las Fraguas: el terreno aspero en su mayor parte, es de inferior calidad. caminos: los locales, en mal estado: correo: se recibe y despacha en Cogolludo. prod.: centeno, legumbres y pastos, con los que se mantiene algun ganado lanar y cabrío: ind.: la agrícola. pobl.: 7 vec., 25 alm. cap. prod.: 202,500 rs. versalita: 8,100. contr.: 212 rs.
(Madoz, 1849, p. 854)

En los años 1960 se produjo la expropiación de los terrenos de su antiguo municipio por parte del ICONA con el propósito oficial de repoblación forestal. En ese tiempo, uno de los vecinos consiguió que las autoridades concentraran sus propiedades en su torno, incluido el pueblo, que pasó a ser propiedad particular. Un vecino reacio a esta expropiación continuó habitando en el lugar y ser reubicado en sus inmediaciones, junto a las 14 ha de las que era propietario. De este modo, en el año 1970 y a 15 de octubre, se ordena la reforestación del término municipal mediante el Decreto 3179/1970.
En 2019 fue ubicación y protagonista de la película documental La aldea olvidada del autor Guillermo Chicharro.